# ダニロ・ザボロトニー
ダニロ・ザボロトニー（Danylo Zabolotny、1866年-1929年）は、ポジーリャ出身のウクライナの疫学者で、世界で初めて疫学の研究分野を作った人物である'。1927年、この分野で最初のテキストであるFundamentals of Epidemiologyを出版した。
ザボロトニーは、コレラ、ジフテリア、赤痢、ペスト、梅毒、発疹チフス、壊疽等の多くの感染症に関する画期的な研究を行った。